# Голубињак
Голубињак (чеш. Holubňák) је насељено место у саставу општине Дежановац у Бјеловарско-билогорској жупанији, Република Хрватска.

## Историја
До територијалне реорганизације у Хрватској налазио се у саставу старе општине Дарувар.

## Становништво
На попису становништва 2011. године, Голубињак је имао 154 становника.

## Попис1991.
На попису становништва 1991. године, насељено место Голубињак је имало 262 становника, следећег националног састава:
| Попис 1991.‍  | Попис 1991.‍  | Попис 1991.‍ | Попис 1991.‍ | Попис 1991.‍ |
| ------------ | ------------ | ----------- | ----------- | ----------- |
|              |              |             |             |             |
| Чеси         | Чеси         |             | 165         | 62,97%      |
| Срби         | Срби         |             | 54          | 20,61%      |
| Хрвати       | Хрвати       |             | 31          | 11,83%      |
| Словаци      | Словаци      |             | 5           | 1,90%       |
| Мађари       | Мађари       |             | 1           | 0,38%       |
| неопредељени | неопредељени |             | 2           | 0,76%       |
| непознато    | непознато    |             | 4           | 1,52%       |
| укупно: 262  |              |             |             |             |